# クラウドインテグレーション
クラウドインテグレーションは、データ、プロセス、 サービス指向アーキテクチャ  (SOA)、およびアプリケーション統合に対処するクラウドコンピューティングサービスとして提供されるシステム統合ビジネスの一形態である。

## 説明
マーケティングの流行語の一つとして Integration Platform as a Service (iPaaS) がある。これは顧客が異種アプリケーション間のインテグレーションフローを開発、実行、および管理できるようにするクラウドサービススイートである。 クラウドベースのiPaaSインテグレーションモデルでは、顧客はハードウェアやミドルウェアをインストールまたは管理することなく、インテグレーションの開発と展開を推進する。iPaaSにより、企業はスキルやライセンスされたミドルウェアソフトウェアに大きな投資をすることなインテグレーションを実現できる。 iPaaSは、主に中小規模のビジネスで使用されるクラウドベースのソフトウェアアプリケーションのインテグレーションツールと見なされていた。一方で、クラウドをオンプレミスに接続するハイブリッドタイプのiPaaS、つまりHybrid-IT iPaaSの人気が高まっており、さらに、大企業は、iPaaSを既存のIT資産に統合する方法を模索している。
クラウドインテグレーションは基本的に、データサイロを解消し、接続性を改善し、ビジネスプロセスを最適化するために作成された。クラウドインテグレーションは、SaaSの使用が日々増加しているため、その人気が高まっている。
クラウドコンピューティングが普及し始める2006年頃以前は、インテグレーションは企業内または企業間（B2B）のものに分類できた。企業内インテグレーションは、オンプレミスのミドルウェアプラットフォームを介して処理され、通常はシステム間のデータ交換を管理するためにサービスバスを利用した。B2B統合は、EDIゲートウェイまたは付加価値通信網（VAN）を介して提供されていた。SaaSアプリケーションの出現により、クラウドインテグレーションによって満たされた新しい需要が生まれた。これらのサービスの多くは、登場以来、レガシーアプリケーションまたはオンプレミスアプリケーションのインテグレーション機能、およびEDIゲートウェイの機能も開発している。
クラウドインテグレーションサービスが持つべき重要な機能として以下のものがある。
- マルチテナントで弾力性のあるクラウドインフラストラクチャに展開されている
- サブスクリプションモデルの価格設定がされている（ 資本支出ではなく運用費用 ）
- ソフトウェア開発の必要がない（コネクタが既存で用意されている）
- ユーザーがプラットフォームを展開/管理する必要がない
- 統合管理および監視機能が存在する

この種類のサービスの出現により、インテグレーションレイヤーを構築する必要のない新しいクラウドベースのビジネスプロセス管理ツールが誕生した。
成長の原動力は、急激に増えているAPI発行リソースをモバイルアプリ機能との統合や、より多くの「モノ」がインターネットに接続するにつれてIoT機能に対する需要の増加によるものである。インテグレーションの市場には、アプリケーション設計者、システムインテグレーター、クラウドベンダー、ネットワークサービスプロバイダー、開発サービスプロバイダーなど、さまざまなプレーヤーが存在する。 Software AG、 Boomi、 IBM、 LinkApi、 SAP、 オラクル、マイクロソフト、MuleSoft、GreenBird、N2N Services、eBridge Connections、Azuqua 、TIBCO Software  などがあたる。

## iPaaSの製品
主な製品は以下の通り:
- ActRecipe
- Adaptris
- Anyflow
- Azuqua
- Celigo
- Cloud Elements
- Boomi
- IBM Cloud Pak for Integration
- Informatica Intelligent Cloud Services
- Jitterbit
- IFTTT
- Microsoft Power Automate
- Moskitos
- MuleSoft by Salesforce
- Oracle Integration
- SAP Cloud Platform
- SnapLogic
- TIBCO Software
- Warkato
- webMethods Integration Cloud by Software AG
- Zapier